# Pablo Hertogs
Pablo Hertogs Sancho (1907-1970) fue un barítono y bajo que cultivó la zarzuela y la ópera.
Se desconoce su lugar de nacimiento habiéndose barajado el área valenciana o Uruguay, además de Madrid; se tiene constancia de que su padre era belga y su madre natural de Sagunto. Se formó vocalmente con Ignacio Tabuyo en Madrid, comenzando su carrera en la compañía lírica de Amparo Saus.
Entre finales de los años 20 y la década de los 30 estrenó zarzuelas como El romeral (1929) de Fernando Díaz Giles y Emilio Acevedo,  La Dolorosa (1930) de José Serrano, El hermano lobo (1933) de Manuel Penella o La isla de las perlas (1933) de Pablo Sorozábal. Hertogs dejó registros fonográficos de algunos números de estas obras.
En 1936 Pablo Hertogs realizó una incursión en el mundo del cine, interpretando un papel cantado que tuvo una especial proyección en su carrera: se trata del personaje protagonista de la película El gato montés dirigida por Rosario Pi y basada en la ópera homónima de Manuel Penella.
Tras el estallido de la Guerra civil española Pablo Hertogs se trasladó a Latinoamérica donde continuó trabajando como cantante de zarzuela. Ya en la posguerra, Hertogs regresó a España participando en estrenos como el de La embajada en peligro (1949) de Juan Dotras Vila. Su carrera fue perdiendo fuerza como consecuencia de una merma en sus facultades artísticas hasta dejar de aparecer en las carteleras. 
En 1964 fue publicado su supuesto fallecimiento en Montevideo por varios periódicos españoles, un hecho que fue desmentido por su familia. 
Florentino Hernández Girbal destacaba de su voz que era poderosa "con un centro potente de timbre precioso que modulaba bellamente y un registro grave impresionante", lo que le permitía cantar partes de barítono y bajo cantante clásicos.